# Ditomyiidae
Ditomyiidae là một họ Diptera gồm có 2 chi là Ditomyia và Symmerus.

Wing detail

## Hình ảnh